# Bílichov
Bílichov är en ort i Tjeckien.   Den ligger i regionen Mellersta Böhmen, i den nordvästra delen av landet, 40 km nordväst om huvudstaden Prag. Bílichov ligger 371 meter över havet och antalet invånare är 138.
Terrängen runt Bílichov är platt österut, men västerut är den kuperad. Runt Bílichov är det ganska glesbefolkat, med 38 invånare per kvadratkilometer. Närmaste större samhälle är Kladno, 18,4 km sydost om Bílichov. Trakten runt Bílichov består till största delen av jordbruksmark.